# Flavio Stückemann
Flavio Stückemann (* 3. April 1985 in São Paulo, Brasilien) ist ein ehemaliger deutscher Basketballspieler. Während seiner Laufbahn spielte er unter anderem für Braunschweig, Quakenbrück, Vechta und Bremerhaven in der Basketball-Bundesliga.

## Karriere
Stückemann wurde in Brasilien geboren, mit seiner Familie zog er nach Deutschland, als er zwei Jahre alt war. Er wuchs in Bramsche auf und spielte im Jugendbereich beim Regionalligisten TuS Bramsche. Bereits im Jugendbereich wechselte er zu den Artland Dragons, beziehungsweise dem Kooperationspartner der Dragons, TSV Quakenbrück. Im Jahr 2002 schloss er sich den Phantoms Braunschweig an und spielte hier bereits in der Bundesliga. 2008 wechselte er zu den Artland Dragons zurück. 2009 zog er sich einen Abriss des Oberschenkelmuskels zu, auf die Verletzung folgte eine lange Pause. Nach einem Jahr bei der BG Karlsruhe unterschrieb Stückemann im Mai 2011 einen Vertrag für die Saison 2011/12 bei SC Rasta Vechta. Dort verband er Leistungssport mit einem dualen Studium zum Industriekaufmann und Betriebswirt. Mit dem SC Rasta, zu dessen Mannschaftskapitän er wurde, stieg Stückemann unter Trainer Patrick Elzie erst von der 2. Bundesliga ProB in die 2. Bundesliga ProA und dann in die Bundesliga auf.
Nach dem sportlichen Abstieg aus der Bundesliga mit Vechta 2013/2014 verließ Stückemann den Verein und wechselte zu den Eisbären Bremerhaven. Im Anschluss an die Saison 2014/15 zog er sich in die 1. Regionalliga zum TV Ibbenbüren zurück und vollzog im Laufe der Spielzeit 2015/16 den Wechsel zu den Itzehoe Eagles (2. Bundesliga ProB). Dort spielte er wieder für Trainer Patrick Elzie. Nach der Saison 2016/17 beendete er seine Spielerkarriere, blieb dem Itzehoer Basketball aber als Sportlicher Leiter der Jugendakademie erhalten. Im Sommer 2018 kehrte er in Itzehoes Mannschaft zurück. Im Spieljahr 2019/20 wurde er mit Itzehoe in der ProB-Nord Meister der wegen der Ausbreitung des Coronavirus SARS-CoV-2 Mitte März 2020 vorzeitig beendeten Saison. Stückemann trug zu diesem Erfolg im Schnitt 9,4 Punkte und 4,7 Korbvorlagen pro Spiel bei. Wie 2019/20 erlangte er mit Itzehoe ebenfalls 2020/21 das Aufstiegsrecht in 2. Bundesliga ProA, in dem im Mai 2021 der Einzug in die ProB-Endspiele feststand (wegen der anhaltenden Coronavirus-Pandemie nicht ausgetragen). Mannschaftskapitän Stückemann kam 2020/21 auf 5,9 Punkte je Begegnung. Anschließend zog sich der beruflich in der Personaldienstleistung tätige Stückemann als Spieler aus dem Leistungsbasketball zurück.
Im Sommer 2023 kehrte er als Assistenztrainer zu dem Itzehoer Verein zurück. 2024 stieg er dort zum Cheftrainer auf, wurde Anfang November 2024 nach einem misslungenen Auftakt in die Saison 2024/25 aber entlassen. Im Dezember 2024 trat er das Traineramt bei den Frauen des TSV Quakenbrück (2. Regionalliga) an. Aushilfsweise war er auch als Co-Trainer bei den Artland Dragons tätig.
In der Sommerpause 2025 wechselte Stückemann von Quakenbrück zu Eintracht Braunschweig und wurde dort Cheftrainer der Zweitliga-Damen.